# Facing the Animal
Facing the Animal е студиен албум на китариста Ингви Малмстийн, издаден през 1997 г. В този албум участва барабанистът Кози Поуел и това е последната му изява, преди смъртта му през 1998 г.
Официално Air on a Theme е на Малмстийн, но всъщност това е втора част на „Малък концерт в Си мажор“ Антонио Вивалди.

### Bonus track
1. Casting Pearls Before the Swine – 3:56

## Състав
- Ингви Малмстийн – китари, бас, клавишни, беквокали
- Матс Левън – вокал
- Бари Дънауей – бас
- Матс Олаусон – клавишни
- Кози Поуел – барабани

|  | Тази страница частично или изцяло представлява превод на страницата Facing the Animal в Уикипедия на английски. Оригиналният текст, както и този превод, са защитени от Лиценза „Криейтив Комънс – Признание – Споделяне на споделеното“, а за съдържание, създадено преди юни 2009 година – от Лиценза за свободна документация на ГНУ. Прегледайте историята на редакциите на оригиналната страница, както и на преводната страница, за да видите списъка на съавторите. ВАЖНО: Този шаблон се отнася единствено до авторските права върху съдържанието на статията. Добавянето му не отменя изискването да се посочват конкретни източници на твърденията, които да бъдат благонадеждни. |